# استاریتسا
شهر استاریتسا (به روسی: Старица) در کشور روسیه و در اوبلاست ور واقع شده‌است.